# Ratpenat pàl·lid nord-americà
El ratpenat pàl·lid nord-americà (Antrozous pallidus) viu a Mèxic, als Estats Units i a l'oest del Canadà.

## Descripció
Els adults d'aquesta espècie fan entre 60 i 85 mm de longitud corporal, als que cal afegir entre 35 i 57 mm de la cua. La longitud de l'avantbraç varia entre 45 i 60 mm i el pes oscil·la 17 i 28 grams. El pelatge té un tacte llanós i un color que va del groc crema al marró clar a l'esquena i és blanc o gairebé blanc al ventre. Aquesta espècie té una cresta en forma d'U a la part superior del musell, just per sobre de les fosses nasals, les quals estan situades a la part frontal del musell. Al rostre té unes glàndules, semblants a unes petites berrugues, que produeixen una secreció odorífera, que es creu que utilitza com a mecanisme de defensa. Les orelles són grans i tenen unes vores dentades a l'exterior i tenen un trague llarg i puntegut, que fa gairebé la meitat que la pròpia orella. Té un total de 28 dents, amb la següent fórmula dental: {\displaystyle {\tfrac {1/2,1/1,1/2,3/3}{1/2,1/1,1/2,3/3}}}
Totes 7 subespècies presenten una petita variació de coloració entre elles.

## Ecologia
Els individus d'aquesta espècie sovint són coneguts popularment com a ratpenats del desert atès que viuen principalment en hàbitats desèrtics. Dins del seu hàbitat, se'ls pot trobar a diferents llocs, i tot i que prefereixen viure en zones rocoses, també viuen en boscos de pins o roure, terres de cultiu, coves, mines, forats als arbres o edificis, en funció de la seva disponibilitat.
Durant el dia viuen en llocs mig foscos que tinguin alguna mena de cobertura. Els llocs de descans que ocupen de nit entre els intervals d'alimentació estan a prop d'on viuen de dia, encara que són llocs diferents. Aquests llocs que trien per viure són força foscos, estan protegits de la pluja i vent, tenen una sortida per si són pertorbats i estan a prop de fonts d'aigua, tot i que no sembla un requisit principal alhora de ser triats.
Un estudi de Vaughan i O'Shea (1976) va mostrar que arriben a Arizona en algun moment entre els mesos de març i abril, i marxen cap al novembre.
El ratpenat pàl·lid nord-americà viu des del sud de la Colúmbia Britànica fins al centre de Mèxic, a la vall d'Okanagan, l'est de l'estat de Washington, Oregon, Califòrnia, Baja California, Sonora, Sinaloa, Nayarit, Jalisco, Querétaro de Arteaga, Nuevo León a Mèxic. També viuen a l'oest de Texas, Oklahoma, el sud de Kansas, el sud de Wyoming i el sud d'Idaho, i hi ha algunes poblacions disperses per l'illa de Cuba.
Els individus d'aquesta espècie viuen, a la natura, durant gairebé 9 anys, mentre que en captivitat poden viure fins a 11 anys.

### Comportament
Aquesta espècie de ratpenat és molt social. Una única colònia pot variar entre 12 i més de 100 individus. Aproximadament el 95% dels grups estan formats per un mínim de 20 individus. Aquests ratpenats romanen als seus refugis fins ben entrada la nit, abans de sortir a caçar, moment que canviar en funció de l'estació. Durant l'estiu, els mascles i les femelles descansen junts o en colònies d'un sol genere. Els mascles no solen estar-se amb femelles fins que els joves han començat a cercar aliment pel seu compte. Aquesta espècie de ratpenat és molt hàbil grimpant i gatejant, però volen lentament i tenen poca maniobrabilitat en comparació amb altres ratpenats més petits. Quan arriben als seus refugis diürns, emeten sons prop de l'entrada del refugi entre 15 i 45 minuts, per cridar als altres perquè tornin. Quan s'estableixen als refugis de descans diürn mantenen una temperatura corporal al voltant dels 30 °C. Si la temperatura s'eleva, es desplacen cap a parts més fresques del refugi, per tal de mantenir la temperatura del cos. Durant els intervals de descans al refugis de nit, entren en una mena de letargia que pot durar entre 2 i 5 hores, variant en funció de l'estació.
Aquesta espècie de ratpenat no és migratòria, amb l'excepció de distàncies curtes.

### Dieta
Aquesta espècie de ratpenats té un patró d'alimentació que és únic entre els ratpenats nord-americans. Volen baix prop del terra (entre 15 i 76 cm), aleshores fan batudes per tal d'identificar preses terrestres o preses lentes en vol. Aquest patró els permet escoltar passivament les preses del terra. Seguidament descendeixen per capturar preses terrestres grans. També s'alimenten d'insectes que es troben entre fulles i flors, que detecten utilitzant l'ecolocalització. Les preses grans les porten als refugis, on els treuen les parts dures, com les ales, les potes i el cap, abans de menjar. Aquests ratpenats tenen dos períodes nocturns d'alimentació, separats per un temps de descans.
S'alimenten principalment de grans insectes voladors i que viuen a terra, entre els quals es troben coleòpters, grills, llagostes, cigales, arnes, aranyes, escorpins i centpeus. De vegades capturen petites sargantanes i ratolins.

### Reproducció
A Califòrnia, els mascles experimenten un creixement en la mida dels testicles entre el mesos d'agost i setembre, els quals tornen a la seva mida normal cap a mitjans d'octubre. La cria té lloc a principis d'octubre, continuant esporàdicament durant tot l'hivern. En captivitat, s'aparellen a l'octubre i al novembre, encara que s'han observat aparellant-se al gener i al febrer, i les femelles aparellades ovulen i queden embarassades amb un augment en la temperatura ambient. La temperatura ambient pot tenir efecte quan les poblacions salvatges produeixen cries, especialment si les temperatures estacionals canvien d'any en any.
Les femelles poden retenir l'esperma a l'úter durant tot l'hivern, fins que arribada la primavera té lloc la fertilització. El període de gestació dura entre 53 i 71 dies, després dels quals els joves neixen entre el maig i el juny. La ventrada sol ser de bessons, encara que al voltant del 20% dels casos neix una sola cria. Els nounats tenen un pes aproximat de 3 grams, obren els ulls després del cinquè dia i comencen a volar entre la quarta i cinquena setmana. A les 6 o 8 setmanes són deslletades i durant el primer any són capaços d'alimentar-se.
Els joves neixen en un estat altricial. Les mares porten a les cries durant els seus vols mentre cerquen aliment durant els seus primers dies de vida. Les femelles alleten només durant 2 o 3 mesos i crien només les cries pròpies. Els joves tenen cúspides recorbades a les seves dents de llet. Això els permet subjectar-se al mugró de la mare, per tal d'evitar caure en ple vol. Les mares romanen prop de les cries durant 12 mesos després d'aquestes comencen a volar pels seus propis mitjans. Els refugis de dia no són sempre al mateix lloc, fet que permet als joves aprendre a reconèixer les vocalitzacions, quan la colònia és a prop del refugi de dia triat. Els mascles no tenen cura de les cries.